# Долна Липница
Долна Липница е село в Северна България. То се намира в община Павликени, област Велико Търново.

## География
Долна Липница е село в Северна България. То се намира в община Павликени, област Велико Търново. Граничи със с. Обединение, с. Горна Липница, с. Караисен и с. Паскалевец.

## История
Създадено VII-XII век след Христа. През Възраждането се превръща в един от центровете на просветителското движение в Северна България. Дава 3 хайдушки чети по време на османското владичество. По време на Руско-турската война мъжете от селото взимат дейно участие. По време на Балканските войни и Първата световна война дава много жертви.

## Население
Преброяване на населението през 2011 г.
Численост и дял на етническите групи според преброяването на населението през 2011 г.:
|                     | Численост | Дял (в %) |
| Общо                | 726       | 100,00    |
| Българи             | 693       | 95,45     |
| Турци               | 0         | 0,00      |
| Цигани              | 21        | 2,89      |
| Други               | 4         | 0,55      |
| Не се самоопределят | 0         | 0,000     |
| Неотговорили        | 7         | 0,96      |

## Религии
Основната религия е източноправославното християнство.

## Културни и природни забележителности
Село Долна Липница притежава много красив център. Основната забележителност там е Паметникът на загиналите за свободата и обединението на България воини, както и оръдието от Първата световна война.
Има голяма читалище, библиотека и театър. Училището в с. Долна Липница е на трето място по големина в цяла Великотърновска област. Селото разполага с една от най-хубавите и древни църкви в Северна България. На територията на селото се намира Момина могила, останала от времето на древните траки и използвана с бойни цели през Първата световна война. Селото разполага с хор за народна музика и народни танци. Кметството, пощата и автогарата се намират в центъра на селото.

## Редовни събития
24 май има сбор на селото.

## Личности
Една от най-известните личности родени в Долна Липница е известният поет Матей Шопкин. Също и големият кулинар и готвач Иван Звездев.
От близкото село Горна Липница са корените на футболиста Трифон Иванов и писателят Серафим Северняк.

## Други
Местните ястия са Липнишка салата, Копривена яхния.
Също така и небезизвестният Догалач [ударение на последната сричка] – вид дърпана баница с ръчно замесени и разточени кори, които са толкова тънки, че през тях буквално може да се чете вестник. Още известни гозби от село Долна Липница са: Оцетена попара, Празеница и Пръжки с лук.